# アンタッチャブル (お笑いコンビ)
アンタッチャブルは、プロダクション人力舎所属のお笑いコンビ。略称は「アンタ」。1994年結成。スクールJCA3期生。爆笑オンエアバトル第6代チャンピオン、M-1グランプリ2004王者。

## メンバー
山崎 弘也（やまざき ひろなり、1976年1月14日 - ）（49歳）
ボケ担当、立ち位置は向かって左。

柴田 英嗣（しばた ひでつぐ、1975年7月15日 - ）（49歳）
ツッコミ担当、立ち位置は向かって右。

## 来歴
1994年、人力舎が運営するタレント養成所・スクールJCAの3期生によって現在のコンビを結成。コンビ名の由来は山崎が観た1987年のクライム映画『アンタッチャブル』から由来する。なお、デビュー当時は「シカゴマンゴ」というコンビ名で活動していたが、初舞台のライブで山崎が勝手にアナウンス担当者に「アンタッチャブルに変えます」と、柴田に何の相談もなく勝手に名付けたのだという。ちなみに「シカゴマンゴ」の由来は、とある先輩芸人から勧められた名前に由来する。
1990年代半ば、『ボキャブラ天国』（フジテレビ）シリーズへ出演。
1990年代後半 - 2001年、海砂利水魚・アンジャッシュと共に結成したユニット「ゲバルト一族」のオムニバスライブで人気を博した。
1999年、『爆笑オンエアバトル』（NHK総合テレビ）に第2回から出演、毎回高KBを記録し衆目を集める。
2003年、『M-1グランプリ2003』（朝日放送）で敗者復活戦を勝ち上がり、最終決戦へ進出。これをきっかけにテレビ出演が増加。
2004年3月、『爆笑オンエアバトル』の第6回チャンピオン大会で優勝を果たした。10月から『クイズプレゼンバラエティー Qさま!!』（テレビ朝日）へレギュラー出演。その年末に『M-1グランプリ2004』にて優勝を成し遂げる。
2005年4月から『いきなり!黄金伝説。』（テレビ朝日）にてレギュラー出演。
2007年5月、恵比寿ザ・ガーデンルームで芸歴13年目にして初の単独トークライブ「アンタッチャブルトークライブ『っていうか、断りゃよかった。』」を開催。
2009年8月、草月ホールで「アンタッチャブルのシカゴマンゴ“他力本願”ライブ2009」を開催。
2010年2月 - 2011年1月の間、柴田が体調不良と女性トラブルにより芸能活動を一時休業した。
柴田の休養以降、コンビ活動は実質停止。柴田の復帰後も番組出演時は一部を除いて多くの場合でコンビ名が後ろに表記されているが、それぞれがピンで活動している状態が10年間続いた。休業前からコンビでレギュラー出演していた番組は、柴田が降板して山崎のみの出演だった。
柴田と元交際相手の女性とのトラブルで警察から事情聴取を受けた（後に冤罪と判明）柴田に対し、所属事務所・人力舎の当時の社長が謹慎処分を下した。その後社長は処分を解く前に2010年6月急逝。人力舎は会社の体制を整えることを優先し、柴田の謹慎解除が後回しになったため、休業期間は長期に渡った。
柴田の休業期間は1年であったが、アンタッチャブルそのもののコンビ活動再開までにさらに8年10か月を要したのは、山崎が柴田を許さなかったこと、そして人力舎の創業者の玉川善治社長（当時）が「アンタッチャブル」に泥を塗った柴田に対して、山崎以上に腹を立てていたこと、そして柴田の謹慎がとけないうちに逝去してしまったことで、山崎は育ての親である玉川社長の遺志を継ぎ「柴田が完全に更生するまで『アンタッチャブル』は復活させないと決めた。」のだという。
2019年11月29日放送のフジテレビ『全力!脱力タイムズ』に柴田がゲスト出演、番組終盤に山崎がサプライズで登場した（全力!脱力タイムズ#アンタッチャブルのコンビ復活参照）。12月8日放送の『THE MANZAI 2019』では約10年ぶりに新ネタを披露。収録後には宣材写真を更新し、本格的なコンビ活動を再開させる。
2023年4月より、初の冠ゴールデンレギュラー番組『ひらけ!パンドラの箱 アンタッチャブるTV』が放送開始。

## エピソード
ネタは主に2人で作っている。芸人のネタ作りは基本的に大まかな内容を決めた後でボケを考え、ツッコミのワードを組み込んでいくパターンが多いがアンタッチャブルの場合は逆で、最初に柴田がツッコミのワードを考えた後でそれに合わせて山崎のボケとネタの構成を考えている。台本は存在するものの山崎がそれを覚えきれないため、台本の途中途中のキーワードに戻るまではお互いアドリブの応酬となる。そのため、同じネタをやっても同じ展開とはならないのも特徴的である。伊集院光は「歌に戻れなくなるギリギリのところまでお互いが精一杯のアドリブをする」ことから、アンタッチャブルの漫才をジャズに例えている。

### 爆笑オンエアバトル
- 初出演となる1999年4月3日放送回で498KB、続く4月10日放送回で467KBを得て、史上初かつ唯一となる2週連続の1位通過を成し遂げた。その後も常連として数多く出演し、オーバー500獲得回数は歴代4位タイの7回となった。
- チャンピオン大会には6回（第1回 - 第3回、第5回 - 第7回）出場。このうち第1回以外では毎回セミファイナル（予選）を勝ち抜いており、第6回のファイナルではトップバッターからチャンピオンに輝いた。
- 2004年11月27日放送回（北海道・北見収録）では、パーフェクトまであと1ボールの541KBを記録した。この日は演目が完成しないままで収録現場へ到着した直後に疲れた2人は眠り込み、本番1時間前ぐらいに目覚めて必死に完成させたことを、2008年12月30日放送回の爆笑オンエアバトル10周年企画「ヒーローたちの伝説ネタSP」で本人たちが語っている。
- 最終的な戦績は20勝2敗で、ゴールドバトラーとプラチナバトラーの両方に認定された4組のうちの1組である。

### M-1グランプリ
2003年
- 準決勝敗退だったが、敗者復活戦から決勝戦初進出を果たし、そのまま最終3組に残る健闘を見せた。最終決戦では票が入らず3位だったものの、大会委員長の島田紳助からは「来年は本命じゃないかと思うくらい凄かった」と絶賛された。
- 1本目「ファーストフード店」は、柴田のツッコミに対してラサール石井から「彼（柴田）のツッコミが普通ではない。僕はもう一度それを見たい」と評された。 一部分で2丁拳銃のネタと2人とも自動ドアを開けてしまうというボケが被ってしまい、「前のコンビがウケていたからそのボケを再びやっちゃった大胆なコンビ」と思われたが、実際は決勝戦本番中の2組目の後に敗者復活枠が決定するため敗者復活組が5番目前後の演目は見られなかったので単なる偶然だったことを、木曜JUNK『アンタッチャブルのシカゴマンゴ』2006年8月31日、2008年12月25日などで話題にしている。

2004年
- 予選の段階では人力舎からあまり期待されていなかったが、決勝戦進出が決まると事務所は急に優勝を期待して、決勝戦の2日前に優勝賞金を当てにして事務所の改装工事が行われた。アンタッチャブル本人は「M-1決勝のネタ合わせに事務所の稽古場を使いたい」と要望するも受け入れられず、仕方なしに近所の公園でネタ合わせをした。この大会で柴田が着ていたシャツは矢作兼（おぎやはぎ）が2001年大会の決勝戦進出時に着用した物で、「自分たちの分も」と託された。スーツは上田晋也（くりぃむしちゅー）から買ってもらい、「これで獲ってこい」と言われたのを当人が語っている。
- 優勝候補とされた笑い飯の得点が表示され、メンバーの予想に反して点が伸びなかったため優勝候補とされるコンビのハードルの高さを知り、自分たちも同様に優勝候補とされていたことから緊張していた。
- 決勝戦のネタは「娘さんをください」で、700点満点中673点を獲得。2019年大会にてミルクボーイに抜かれるまではファーストラウンド歴代最高得点だった。 全審査員から95点以上の得点を獲得、更に全審査員から単独1位評価を受けた。審査員の島田洋七は昨年のラサールに続いて「やっぱり、眼鏡かけてるツッコミの君上手いよ」と評すると、柴田が答えようとする前に山崎が謙遜した。同じく審査員の春風亭小朝に「これ以上のネタを持ってこれるか?」と心配されるも、「息子の万引き」で7人中6票を得て優勝を果たした。なお、史上初となる関東地方（山崎）・中部地方（柴田）出身の芸人による優勝となった。

その後
- 5年ぶりの復活となる『M-1グランプリ2015』では、2010年までの歴代王者の片方が審査員に起用されたものの、アンタッチャブルのみ両者ともスケジュールの都合で辞退している。なお、それから8年後のM-1グランプリ2023においてはこの年から敗者復活戦のルールが変更された事に伴い、柴田が芸人審査員の1人として起用されている。そして翌年のM-1グランプリ2024では正式に柴田が決勝戦の審査員に選出された。
- 2004年大会にアンタッチャブルが優勝して以降は、長きに渡ってプロダクション人力舎所属の芸人（コンビ）が決勝戦に進出する事は無かったが、『M-1グランプリ2021』にて真空ジェシカが13大会ぶりに同事務所所属の芸人による決勝戦進出を果たした。

## 賞レース成績・受賞歴など

### 爆笑オンエアバトル チャンピオン大会
| 回（年）        | 結果          | 備考                            |
| --------------- | ------------- | ------------------------------- |
| 第1回（1999年） | 予選8位       |                                 |
| 第2回（2000年） | 本選7位       | 予選1組目 3位通過               |
| 第3回（2001年） | 決勝6位       | セミファイナルBリーグ 1位通過   |
| 第5回（2003年） | ファイナル2位 | セミファイナルAブロック 4位通過 |
| 第6回（2004年） | チャンピオン  | セミファイナルBブロック 3位通過 |
| 第7回（2005年） | ファイナル2位 | シード                          |

### M-1グランプリ（成績）
| 年     | 結果       | エントリーNo. | 決勝戦キャッチコピー | 備考                           |
| ------ | ---------- | ------------- | -------------------- | ------------------------------ |
| 2001年 | 準決勝敗退 | 1208          |                      | 当時は敗者復活戦なし           |
| 2002年 | 3回戦敗退  |               |                      |                                |
| 2003年 | 決勝3位    | 609           |                      | 敗者復活戦勝者、決勝戦 3位通過 |
| 2004年 | 優勝       | 2560          | 悲願の正面突破       | ラストイヤー、決勝戦 1位通過   |

## 出演作品

### テレビ番組

#### 現在の出演番組
レギュラー番組
- サタデープラス（2023年10月7日 - 、毎日放送）- MC[注 6]

スペシャル番組・不定期出演
- World Baseballエンタテイメント たまッチ!（2007年 - 、フジテレビ）- レギュラー
- プロ野球珍プレー・好プレー大賞（2010年 - 、年1回放送、フジテレビ）- サブMC、ナレーション[注 7]
- THE MANZAI マスターズ（2019年12月8日 - 、年1回放送、フジテレビ）[注 8]
- 酒のツマミになる話（2021年4月2日 - 、フジテレビ）- サブMC（他コンビと交代）[17]
- 不思議体験ファイル 信じてください!!（2021年9月24日 - 、関西テレビ）- MC
- ザ・細かすぎて伝わらないモノマネ（2021年12月11日 - 、フジテレビ） - 司会進行（柴田）、コメンテーター（山崎）

#### 過去の出演番組
レギュラー番組
- 生さんま みんなでイイ気持ち!（フジテレビ）
- ボキャブラ天国シリーズ（フジテレビ）[注 9]
- GameWave → GAME BREAK（テレビ東京）
- 爆笑オンエアバトル（1999年4月3日 - 2004年11月27日、NHK総合テレビ)
- 虎の門（テレビ朝日）
- トバ子シリーズ（トバ子のカケラ、トバ子のハナイキ、トバ子ろんぶす!、トバ子のおゆうぎ）（テレビ静岡）
- ロンドンハーツ（テレビ朝日）[注 10]
- ザ!世界仰天ニュース（日本テレビ）
- アイドル道（フジテレビ739）
- アドレな!ガレッジ（テレビ朝日）- 一時期準レギュラー。
- クイズプレゼンバラエティー Qさま!!（2018年、テレビ朝日）- レギュラープレゼンター ※山崎はその後も単独出演
- ロバートホール水 → リチャードホール（フジテレビ）
- うまッチ!（フジテレビ）
- エンタの神様（日本テレビ）[注 11]
- 歌スタ!!（日本テレビ）
- あざーっす!（TBS）
- いきなり!黄金伝説。（テレビ朝日）
- ブルブルアンタッチャブル（朝日放送）
- お台場お笑い道（フジテレビ721）
- テレつく!（日本テレビ）
- 伊東家の食卓（2006年 - 2007年、日本テレビ）- 準レギュラー
- 極上!腹ぺこ旅レシピ（日本テレビ）
- 未知の世界を撮りたい 驚き(秘)映像ハンター!ドリームビジョン（日本テレビ）
- 美味紳助（テレビ朝日）- 準レギュラー
- みんなのウマ倶楽部（フジテレビ）- ほぼ2週ごとに1回出演。
- アンタッチャブルのマキマキでやってみよう!!（朝日放送テレビ）
- アメカフェ♪（日本テレビ）
- バカヂカラ（TOKYO MX）
- アクセる★ビリー!（メ〜テレ）
- ウェルカムTV（テレビ東京）
- 日曜×芸人（2012年4月15日 - 2014年3月30日、テレビ朝日）- MC
- 僕は歌が歌いたい（2020年8月2日 - 9月27日、日本テレビ）- シチュエーション・コメディ形式のバラエティ番組。
- 品評会ばんちょー（2020年11月1日 - 12月6日、朝日放送テレビ）- MC[18]
- 腹ペコ魔人のグルメな魔法 脂過多ブラ（2022年6月9日・7月7日 - 2023年9月28日、東海テレビ）
- ひらけ!パンドラの箱 アンタッチャブるTV → アンタッチャブルの早速行ってみた（2023年4月11日 - 2024年9月3日、関西テレビ）- MC・冠番組
- お笑い実力刃 → お笑い実力刃presents 証言者バラエティ アンタウォッチマン!（2021年4月21日 - 2025年3月18日、テレビ朝日）- MC・冠番組[注 12][19]

スペシャル番組
- 第54回NHK紅白歌合戦（2003年12月31日、NHK）- はなわ・テツandトモの応援。
- 関根&優香の笑うシリーズ（テレビ朝日）
- お笑い芸人歌がうまい王座決定戦スペシャル（フジテレビ）
- パンピーの法則（2005年3月27日・8月6日、関西テレビ）
- 限界アンタッチャブル（2005年12月19日、テレビ朝日）
- お母さんは泣いてるぞ（2006年12月30日、日本テレビ）
- MR.レッドゾーン（2007年1月3日、フジテレビ）
- 世界の文化比較バラエティー ニッポンのたからもの（2007年9月22日、フジテレビ）- 司会
- オッチモ!（関西テレビ）
  - アンタッチャブル・ゾーン（2007年11月20日）
  - 二者択一郎（2008年6月10日）
  - グラディエイター・ヤマザキ（2008年9月16日）
  - グラディエイター・ヤマザキ〜モンスターの逆襲〜（2009年1月11日）
- 地上最大のTV動物園（2008年9月9日 - 2010年1月17日、フジテレビ）
- コレは使える!?博士のスゲェ研究（2009年11月22日、テレビ朝日）
- TV☆Lab 探検地理バラエティ ミカイのチ（2009年12月5日、BSフジ）
- 全力!脱力タイムズ（フジテレビ）- 2019年11月29日番組内でコンビ復活。
- 再生できないホームビデオありませんか?（2020年8月21日他 、BSプレミアム・NHK BS4K他）- MC
- お笑い脱出ゲーム（2020年10月8日他 、フジテレビ）- 山崎は主催者側（MC）、柴田は挑戦者側（プレーヤー）。
- THE芸人プリズン（2020年7月11日・18日、日本テレビ）- ゲスト
- ほめゴロシアム（2020年12月26日他、フジテレビ）- MC
- ニッポン不便大賞（2021年1月1日他、テレビ東京） - MC
- アンタに100万円（2021年1月3日他、テレビ朝日）- MC（山崎）、パネラー（柴田）
- アンタッチャブル・レコード（2021年1月5日、フジテレビ）- MC
- アニマルリスペクトTV 動物さまの言うとおり（2021年3月7日他、テレビ静岡） - MC
- アンタッチャブルのおバカワいい映像バトル（2020年3月17日 - 2023年2月12日、フジテレビ）- MC
- ツナゲー～繋げるバトルゲーム～（2021年3月23日他、フジテレビ）- MC
- アンタの地元でバズ旅（2021年6月24日、2022年9月15日、読売テレビ）- MC
- 100回やったら会いましょう!（2021年6月27日他、TBS）- MC
- 新ご当地食材 スター誕生!!（2021年7月11日、広島テレビ）- MC
- 水曜NEXT!「ケンカ上等バラエティ バチッター」（2021年8月4日・11日、フジテレビ）- MC
- 騙し合いバトルロワイヤル THE完全犯罪（2021年7月11日 - 9月12日、読売テレビ）- MC
- FNSラフ&ミュージック〜歌と笑いの祭典〜（2021年8月28日・29日、フジテレビ）- アシスタントサポーター
  - FNSラフ&ミュージック2022〜歌と笑いの祭典〜（2022年9月10日・11日、フジテレビ）- アシスタントサポーター
- 土曜☆ブレイク「芸人鉄道!オワライナー」（2021年9月4日、TBS）- MC
- アンタッチャブルの全人未答〜わかるわけねぇだろ！そんな問題〜（2021年10月29日、関西テレビ）- MC（山崎）、パネラー（柴田）
- テレ朝バラエティMC芸人 夢の共演スペシャル!!（2021年11月7日、テレビ朝日）
  - MC芸人・奇跡の一夜 よくぞ集まったSP!!（2024年2月17日）
- ミリオンバイヤー（2021年12月29日、朝日放送テレビ） - MC
- 妖怪ランキング大百科（2022年2月13日、フジテレビ） - MC
- アニマルリスペクトTV 動物さまの言うとおり（2022年3月6日、テレビ静岡） - MC
- 営業時間外に秘密アリ!予習復習スペシャル（2022年3月12日、テレビ東京）- MC
- THE DANCE DAY 関東大会（2022年3月19日、日本テレビ） - ダンスデイ・サポーター
- 超一流★マッチメイク（2022年3月31日、日本テレビ） - MC
- 突然ルール旅（2022年5月14日、フジテレビ） - MC

### テレビドラマ
- お台場湾岸テレビ（フジテレビ）

### ラジオ
- JUNK・伊集院光 深夜の馬鹿力（TBSラジオ）- ブレイク前によくゲスト出演していた。
- 伊集院光 日曜日の秘密基地（TBSラジオ）- 準レギュラー。
- イキナリ!・アンタッチャブルのたなからぼたもち（東北放送）
- JUNK・アンタッチャブルのシカゴマンゴ（TBSラジオ）

### テレビCM
- ケーズデンキ[20]
- 東洋水産「マルちゃん赤いきつねと緑のたぬき」
- カプコン「モンスターハンター ポータブル」
- カプコン「モンスターハンター2(dos)」
- 吉野家（2008年10月 - 2009年3月）- 佐藤隆太と共演。
- オッズパーク「オッズパークコール編」（2020年3月 - 2023年3月）- CMでのコンビ共演は12年ぶりとなる[21]。
- FRISK（2021年10月 - ）

### 吹き替え
- ドクター・ドリトル（日本テレビ、テレビ放映版）- ネズミ役。
- マダガスカルシリーズ - ペンギンズ隊長（山崎）、ペンギンズ新人（柴田）役[注 13]。
  - マダガスカル
  - マダガスカル2
  - マダガスカル・ペンギン大作戦
  - メリー・マダガスカル

### PV
- NICOTINE「DON'T ESCAPE FROM REALITIES」（2006年）

### CD
- 勝利の花びら/ハルハラリ（2006年5月10日、ソニー・ミュージックダイレクト、若槻千夏と「チナッチャブル」名義）[注 14]

### DVD
- 爆笑オンエアバトル アンタッチャブル（2004年4月21日、NHKソフトウェア）
- アンタッチャブル〜できませんはいいません〜（2005年4月6日、エンターブレイン）[注 15]
- アンタッチャブルトークライブ「〜っていうか、断わりゃよかった。」（2007年10月24日、ジェネオンエンタテインメント）

### その他
- LINE アンタッチャブル公式ボイススタンプ[22][23]